# Louis-Charles de Flers
Louis-Charles La Motte-Ango, vizconde de Flers, nació el 12 de junio de 1754 en París y fue guillotinado en esta ciudad el 22 de julio de 1794. Era un general de la Revolución Francesa y víctima de la «tercera conspiración».

## Registro de Servicios
Era primer oficial del ejército real cuando apoyó la Revolución francesa. Con el grado de Coronel participó en 1792 en Bélgica; luego ascendió a mariscal de campo de Dumouriez en Holanda. El 14 de mayo de 1793, al inicio de la guerra del Rosellón, fue nombrado comandante del Ejército de los Pirineos Orientales  hasta el 6 de agosto de 1793.
En 1793 tomó la iniciativa de armar a los campesinos catalanes franceses y respondió al comandante en jefe del ejército español, Antonio Ricardos que se quejó de esta novedad: «Todos son soldados franceses; el único uniforme de la libertad y la igualdad es la tricolor».
El 4 de agosto, cerca de Argelès-sur-Mer, una fuerza española ganó una batalla sobre el ejército de Flers. En medio del terror total fue arrestado por la Convención por Joséph-Étienne Projean y encarcelado, llevado ante un tribunal revolucionario en julio y ejecutado en la guillotina. Su nombre está inscrito en la columna 33 del Arco del Triunfo de París.

## Datos de Armas
- 1793: Batalla de Peyrestortes

## URL
- Biografía universal (Michaud)

- Portal: Revolución Francesa . Contenido relacionado con  Ejército francés.

- Datos: Q391013